# 岩本弘光
岩本 弘光（いわもと ひろみつ、1954年 - ）は、日本の建築家。現在､岩本光弘建築研究所主宰。東京理科大学#学部建築学科非常勤講師。和歌山県生まれ。

## 経歴
- 1978年、日本大学理工学部建築学科卒業
- 1980年、同大学大学院修士課程修了
- 1982年-1985年、石井和紘建築研究所
- 1987年-1988年、イタリア政府給費留学生としてフィレンツェ大学留学
- 1988年　カステロ・ディ・サングロ市建築設計競技1等
- 1989年、ロータリー財団給費留学生としてミラノ工科大学留学
- 1990年、岩本光弘建築研究所設立

## 主な作品
- 「casa100」2001年　旭硝子DESIGN SELECTION 2000 優秀賞
- 「太田市立休泊小学校」2001年　第10回BELCA賞
- 「静岡ガス研修センター」  2003年グッドデザイン賞　第35回中部建築賞入賞 建築学会作品選集2005「静岡ガス研修センター」
- 「静岡ガス研修センター」 2004年　グッドデザイン賞
- 「静岡八幡SS」 2004年　グッドデザイン賞  第36回中部建築賞入選
- 「国民住宅」  2004年　グッドデザイン賞
- 「富士山荘」 2005年　東京ガス第7回あたたかな住空間最優秀賞